# Syrisk-ortodoxa kyrkan
Syrisk-ortodoxa kyrkan (syriska: ܥܕܬܐ ܣܘܪܝܝܬܐ ܬܪܝܨ ܫܘܒܚܐ, ʿidto suryoyto trīṣ šubḥo), en av de orientaliskt ortodoxa kyrkorna. Kyrkan håller de kristologiska läror som kyrkofäderna höll före kyrkomötet i Chalkedon och som definierades i det första kyrkomötet i Efesus 431, och avvisar de kristologiska läror som fastställdes vid kyrkomötet i Chalkedon år 451. 
Tidigare även benämnd jakobitisk efter en av dess främsta företrädare och biskopar, Jakob Baradaeus, som anses ha räddat kyrkan från förfall.  Jacob är ett av de viktigaste helgonen och personligheterna inom syrisk-ortodoxa kyrkan. Kyrkan gör anspråk på att vara apostolisk och att ha aposteln Petrus som sin första patriark. Huvudsätet för kyrkan låg tidigare i Antiokia, men residerar numera i Damaskus.

## Historia
Kyrkans historia går tillbaka till biblisk tid och församlingen i Antiochia som var en av de första och viktigaste utanför Palestina. Med tiden blev även Edessa en av den syriska kristenhetens huvudstäder. Efter den arabiska erövringen, korstågen, mongolernas erövringar och den turkiska folkvandringen reducerade kyrkan kraftigt i antal. Förföljelser i det moderna Turkiet har lett till att de allra flesta idag utvandrat till Europa och USA. Totalt finns det ungefär ett par miljoner syrisk-ortodoxa kristna assyrier/syrianer med rötter i Mellanöstern kvar i världen. Av dem bor ca 80 000 enligt siffror från 2007, i Sverige (främst i Södertälje, Västerås, Örebro, Jönköping, Linköping, Norrköping, Göteborg och Stockholm).
Sedan år 1665 finns även en grupp syrisk-ortodoxa, med drygt två miljoner troende i Indien, en del av de syriska kristna i Indien anslutit sig efter en schism med romersk-katolska kyrkan och kallas syro Malabar (se tomaskristna).[källa behövs] Sedan början av 1900-talet är de uppdelade i två samfund.
Högsta ledning är patriarken av Antiochia, residerar sedan 1960 i Damaskus, och den Heliga synoden (kyrkans ärkebiskopar).

## Syrisk-ortodoxa i Sverige
Till Sverige kom de första syrisk-kristna invandrarna år 1967 från Libanon. De är organiserade i Assyriska riksförbundet och Syrianska riksförbundet. Benämningarna assyrier och syrianer är föremål för en het konflikt som lett till att delegationer från Damaskus varit tvungna att åka till Sverige för att medla. I praktiken finns det två syriskt-ortodoxa stift i Sverige.
- Det syrisk-ortodoxa ärkestiftet i Skandinavien.
- Patriarkaliska ställföreträdarskapet för Syrisk-ortodoxa kyrkan i Sverige.

Det syrisk-ortodoxa ärkestiftet i Skandinavien har ett tjugotal församlingar i Sverige, och det Patriarkaliska ställföreträdarskapet för Syrisk-ortodoxa kyrkan i Sverige har också ett tjugotal församlingar.
Kyrkan har omkring 50 präster samt två biskopar som residerar i Södertälje. Syrisk-ortodoxa kyrkan har vid flera tillfällen fått uppmärksamhet i svenska medier, bland annat för assyrisk-syrianska namnkonflikten mellan assyrier och syrianer, flickan Samiras påstådda helbrägdagörelser och för begravningen av en biskop som skedde genom att man murade in hans döda kropp i väggen i en kyrka, vilket är vanligt efter Syriskt kristen tradition.